# Dasyhelea muradovi
Dasyhelea muradovi är en tvåvingeart som beskrevs av Remm 1980. Dasyhelea muradovi ingår i släktet Dasyhelea och familjen svidknott.
Artens utbredningsområde är Turkmenistan. Inga underarter finns listade i Catalogue of Life.